# Aschebuch

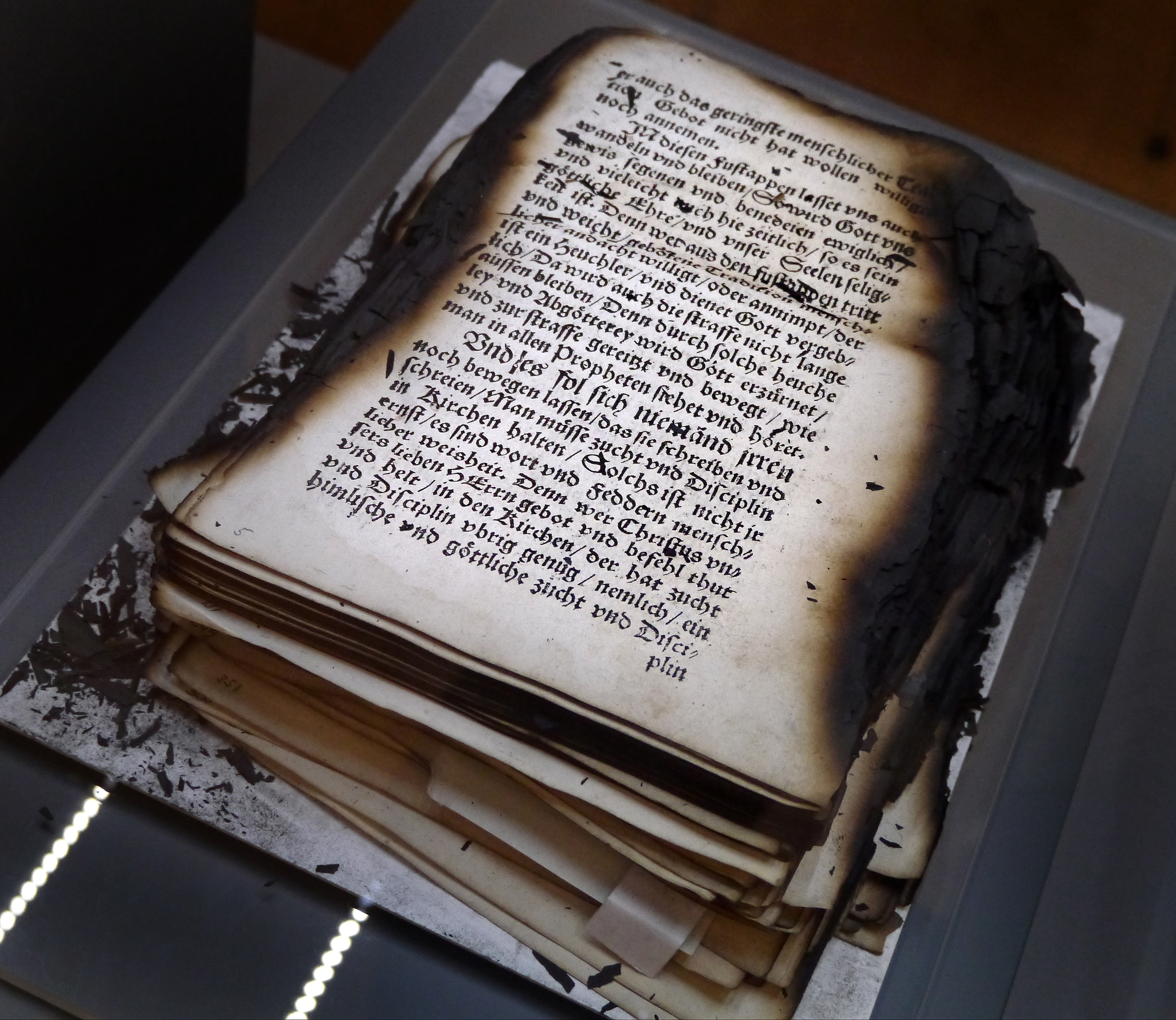
Aschebuch

Aschebuch oder auch Brandbuch ist die Bezeichnung für eines der rund 25.000 Bücherreste, die nach dem Brand der Herzogin Anna Amalia Bibliothek in Weimar am 2. September 2004 aus dem Brandschutt geborgen werden konnten. Die Reste dieser Bücher umfassen schätzungsweise circa 1,2 Millionen erhaltenswerte Blätter. Typischerweise zeigt ein Aschebuch an seinen äußeren Papierlagen und Blattkanten starke Verkohlungen und Veraschungen.
Die geborgenen und teils auch als „Brandbücher“ bezeichneten Einheiten erhielten im Jahr 2004 von dem in Leipzig angesiedelten Zentrum für Bucherhaltung den Namen „Aschebücher“. In der Folge entwickelte sich die Wortwahl rasch zu einem Verständigungsbegriff und als Hilfsbezeichnung für erste Schadensgruppierungen auch für Schriftgut aus anderen Katastrophen. Als Aschebücher wurden nun beispielsweise auch die ursprünglich aus dem Staatsarchiv Düsseldorf stammenden „Kahnakten“ bezeichnet, die zum Zwecke der Auslagerung des Archivguts im Zuge der Verschiffung auf der dann gesunkenen M.S. Main 68 am 14. März 1945 durch die Luftangriffe auf Hannover im Lindener Hafen teilweise verbrannt sind.
Seit 2008 werden Aschebücher in einer neu eingerichteten Restaurierungswerkstatt im Weimarer Stadtteil Legefeld behandelt. Dort wird eine im Wesentlichen aus Neuentwicklungen basierende Technologie zur Mengenrestaurierung eingesetzt.